# نشان خدمت نظامی
نشان و مدال خدمت (Order and Medal of Service)، از نشان‌های افتخار در ایران است که در ازاء ده سال خدمت متوالی صادقانه به افسران و کارمندان ارتش شاهنشاهی برابر مقررات آئین‌نامه اعطاء می‌گردید. این نشان نخستین بار در در دوران پهلوی و در زمان رضاشاه ایجاد و اعطا گردید. برای دریافت نشان یا مدال خدمت درجه سه، ده سال؛ برای نشان یا مدال درجه دو، بیست سال و برای نشان یا مدال درجه یک، سی سال خدمت لازم بود. این نشان در دوره‌های مختلف، ساخت سوئد و ایران بود.

## پیشینه

### نشان خدمت رضا شاه

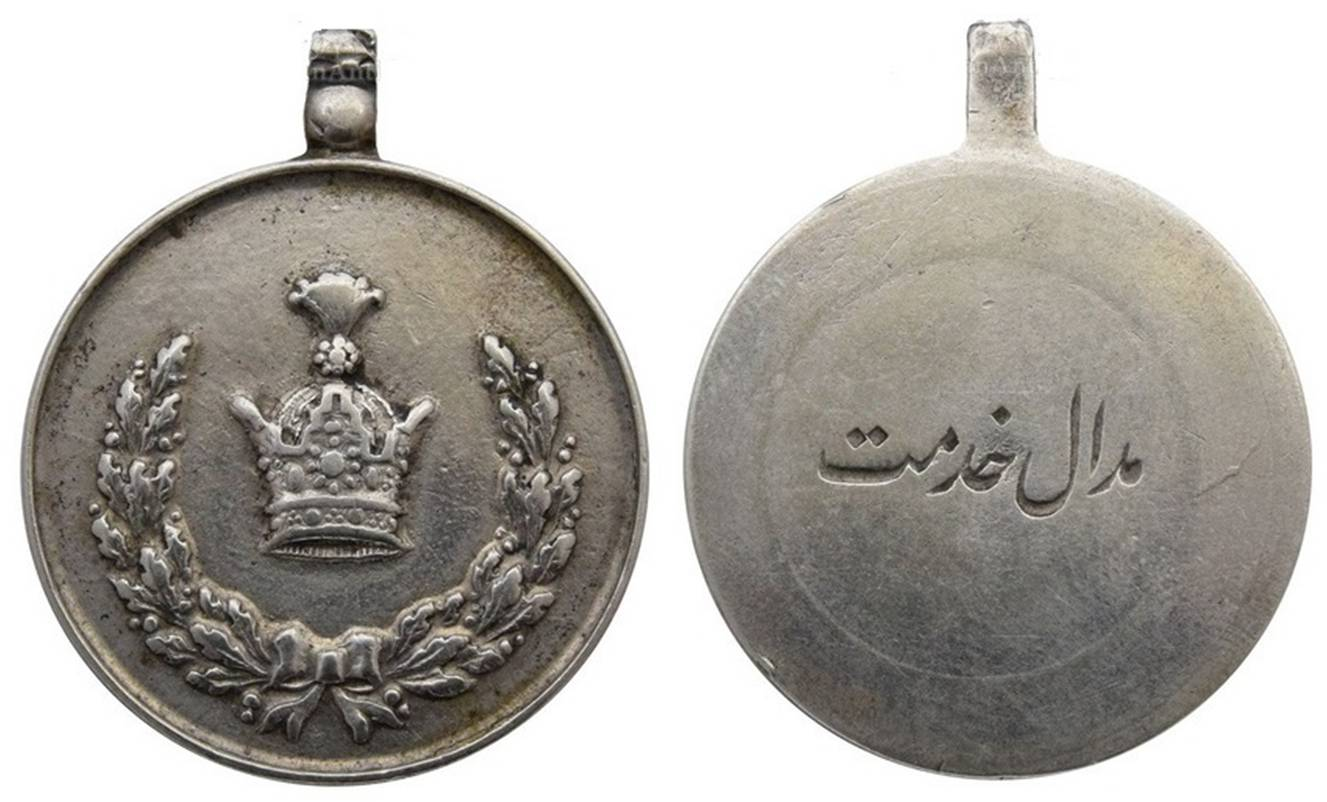
نشان خدمت رضا شاه از جنس نقره

این نشان در بدو پیدایش دارای تاج پهلوی در مرکز نشان و دو شاخه بلوط در اطراف خود بود. در پشت آن هم عبارت «مدال خدمت» بصورت حکاکی درج شده بود. نوع دیگری از این نشان در زمان رضاشاه ساخته شده که دو طرف آن یکسان و مزین به تاج پهلوی و شاخه‌های بلوط است. این مدال از دو جنس نقره و برنز ساخته شد. قطر این مدال ۳۱ میلیمتر و وزن آن از جنس نقره با عیار ۹۰۰ از هزار ۱۴/۸ گرم بود.

### نشان خدمت محمدرضا شاه

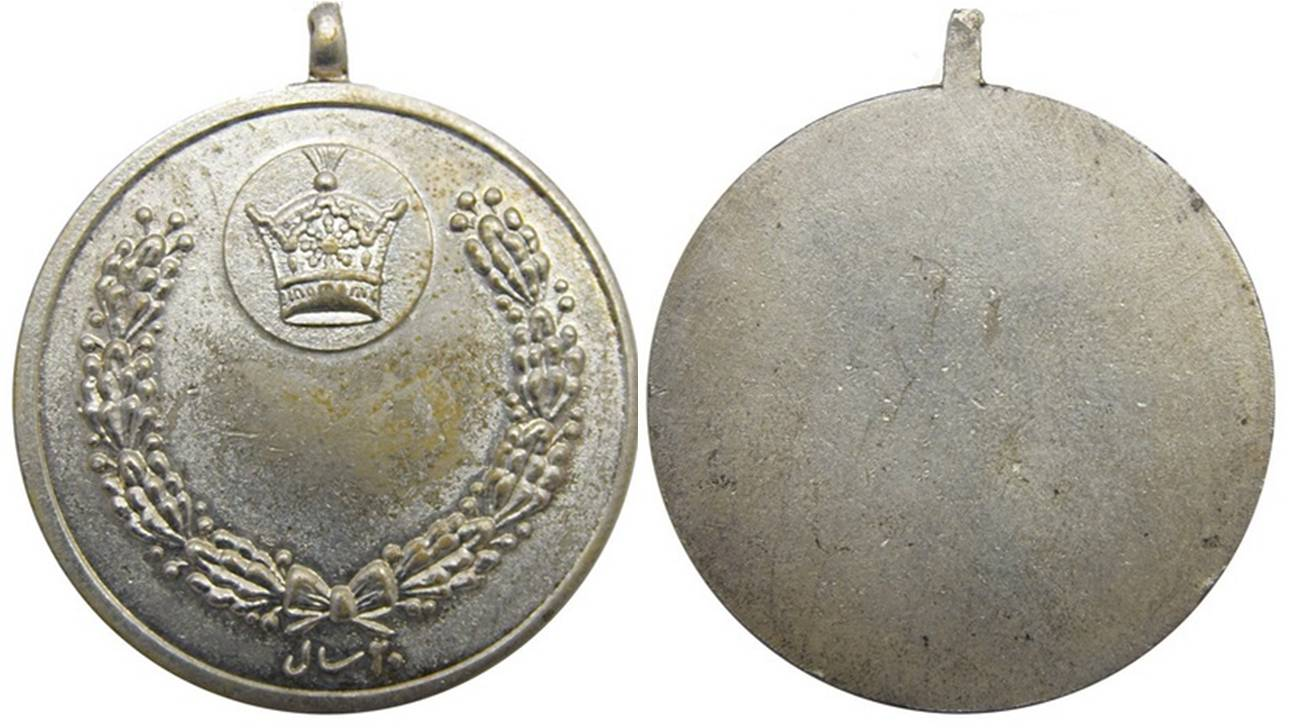
نشان ۲۰ سال خدمت محمدرضا شاه

نشان خدمت در زمان محمدرضا شاه دارای همان عناصر پیشین بود با این تفاوت که تاج پهلوی از مرکز نشان با بالای آن منتقل و در یک دایره قرار گرفته بود. در پایین آن نیز دو عبارت به صورت «۱۰ سال خدمت» و «۲۰ سال خدمت» بصورت برجسته درج شده بود. هر دو از جنس برنز بوده و مدال ۲۰ سال خدمت دارای آبکاری نقره بود. در پشت مدال نیر هیچ عبارت یا نقشی وجود نداشت. وزن آن ۲۳ گرم و قطر آن ۴۳ میلیمتر بود.

## نشان خدمت
این نشان دارای سه درجه و به افسران اعطاء می‌گردید.

نشان درجه یک خدمت نظامی
نشان درجه دو خدمت نظامی
نشان درجه سه خدمت نظامی

## مدال خدمت
این مدال نیز دارای سه درجه بود و به کارمندان اعطاء می‌گردید. 

مدال درجه یک خدمت نظامی
مدال درجه دو خدمت نظامی
مدال درجه سه خدمت نظامی